# Bulbophyllum reevei
Bulbophyllum reevei är en orkidéart som beskrevs av Jaap J. Vermeulen. Bulbophyllum reevei ingår i släktet Bulbophyllum och familjen orkidéer. Inga underarter finns listade i Catalogue of Life.